# Honrubia
Honrubia est une commune d’Espagne, située dans la province de Cuenca, communauté autonome de Castille-La Manche.